# Pedro García Barros
Pedro García Barros (n. 3 de abril de 1946) es un exfutbolista, entrenador de fútbol y comentarista deportivo chileno.

## Trayectoria

### Como jugador
Al igual que Honorino Landa, Adelmo Yori, José Luis Sierra es exalumno del Colegio Hispano Americano. 
Sus inicios fueron en la segunda infantil del club Green-Cross, debutando en Primera División el año 1965 en el recién fusionado Green Cross-Temuco.  El año 1966 fue transferido a Unión Española, como parte de pago por la transferencia de Honorino Landa a Green Cross-Temuco.
En 1971, fue traspasado a Colo-Colo, donde obtuvo el campeonato de 1972. Además, sufrió una de las lesiones más duras, cuando en un partido válido por la Copa Libertadores 1971 fue fracturado por Justiniano Enciso de Club Cerro Porteño. Esta lesión marcó su carrera, debiendo retirarse 4 temporadas después jugando por Deportes La Serena.

### Como entrenador
Inició su carrera como entrenador de fútbol en 1976, cuando se hizo cargo de las Divisiones inferiores de Unión Española. Tras la partida de Luis Santibáñez, asumió la dirección del Primer equipo, en 1978.
En 1978, fue anunciado como director técnico de selección juvenil de Chile. En esta condición, se vio envuelto, como autor, en el escándalo de los pasaportes falsos, ocurrido en Paysandú en 1979, ante lo cual fue condenado a 1084 días de reclusión como autor del delito de "falsificación de instrumento público y pasaporte".
Luego, dirigió a Colo-Colo durante la primera mitad de los años 80, consiguiendo 2 campeonatos nacionales (1981, 1983) y 3 Copas Chile (1981, 1982 y 1985). 
Luego se fue a dirigir al Filanbanco de Ecuador, pasando después al fútbol mexicano con el León en la temporada 1986-87; sufriendo el descenso a la entonces segunda división, que al siguiente torneo en dicha división de ascenso se quedó a dirigir al equipo guanajuatense, perdiendo la final para volver a la primera nacional ante Cobras de Ciudad Juárez. 
En la 1988-89 tomó la dirección técnica del Puebla, en donde lo llevó al superliderato llegando a 58 puntos en la liga; y un récord de 87 goles a favor, teniendo en sus filas a Jorge "Mortero" Aravena, Roberto Ruiz Esparza, Carlos Poblete, Paul Moreno, Arturo Orozco, Gustavo Moscoso, Arturo Castañon, Marcelino Bernal, Héctor Rosete, Alberto Aguilar, Arturo Cañas, entre otros; destacándose por aquellos partidos contra el América, ganándoles 1-0 en el Estadio Azteca, y 2-2 en las finales, sobre todo por el segundo gol de tiro libre, anotado por Jorge Aravena. Las siguientes campañas (1989-90 y 1990-91) llegó a entrenar al Monterrey, al que también los llevó al primer lugar en la segunda temporada, teniendo como jugadores a Missael Espinoza, Armando Manzo, Gustavo Adolfo Moriconi, Richard Tavarez, Carlos de los Cobos, Alejandro Hisis, Manuel Negrete, Germán Martelotto, Juan Antonio Flores Barrera y Carlos Hermosillo. A mitad del torneo 1991-92 relevó al Uruguayo Luis Garisto en el Atlas de Guadalajara, y en la 1993-94 se hizo cargo del Santos de Torreón, llegando a la final ante los Tecos de la UAG. 
Se mantuvo retirado por un tiempo, dedicándose a los comentarios deportivos, pero en 1998 dirigió al Santiago Wanderers de su país en donde los resultados no se dieron y el equipo terminó descendiendo. 
Dirigió la selección de su país desde marzo a septiembre de 2001 cosechando horrorosos resultados, incluyendo una histórica derrota de 0-2 ante Venezuela en Santiago por eliminatorias (tras este partido presentó su renuncia). Su negativa etapa como entrenador de la selección chilena le hizo recibir el sobrenombre de Pierdo García. Dirigió 12 partidos en la selección, consiguiendo únicamente 3 triunfos. García indicó que en ese momento, ningún técnico quería dirigir a la selección, por lo que aceptó la oferta de la dirigencia de la ANFP.  Además, dado los malos resultados, muchos seleccionados le habrían indicando su negativa de asistir a las convocatorias.
Después de un paro de 8 años, en 2009 estuvo a cargo de la dirección técnica del Club Deportivo Huachipato de la Primera División de Chile, pero fue cesado a finales de ese mismo año.

## Selección nacional
Fue llamado por primera vez a la Selección chilena de fútbol por el técnico Alejandro Scopelli en 1967, jugando 2 partidos clase A, sin marcar goles.

### Partidos internacionales
| 1     | 15 de agosto de 1967   | Estadio Nacional, Santiago, Chile | Chile      | 0-1 | Brasil    |   |  | Alejandro Scopelli | Amistoso |
| 2     | 8 de noviembre de 1967 | Estadio Nacional, Santiago, Chile | Chile      | 3-1 | Argentina |   |  | Alejandro Scopelli | Amistoso |
| Total | Total                  | Total                             | Presencias | 2   | Goles     | 0 |  |                    |          |

| Selección chilena | Selección chilena | Selección chilena |
| Año               | Partidos          | Goles             |
| ----------------- | ----------------- | ----------------- |
| 1967              | 2                 | 0                 |
| Total             | 2                 | 0                 |

## Clubes

### Como futbolista
| Club               | País   | Año       |
| ------------------ | ------ | --------- |
| Green Cross-Temuco | Chile  | 1965      |
| Unión Española     | Chile  | 1966-1970 |
| Colo-Colo          | Chile  | 1971-1972 |
| O'Higgins          | Chile  | 1973      |
| Pumas de la UNAM   | México | 1973      |
| Deportes La Serena | Chile  | 1974-1975 |

### Como entrenador
| Club                      | País    | Año       |
| ------------------------- | ------- | --------- |
| Unión Española            | Chile   | 1978      |
| Selección sub-20 de Chile | Chile   | 1978-1979 |
| Deportes Arica            | Chile   | 1979      |
| Deportes Concepción       | Chile   | 1980      |
| Colo-Colo                 | Chile   | 1981-1985 |
| Filanbanco                | Ecuador | 1986      |
| León                      | México  | 1987-1988 |
| Puebla                    | México  | 1988-1989 |
| Monterrey                 | México  | 1989-1991 |
| Unión Española            | Chile   | 1992      |
| Atlas                     | México  | 1992      |
| Deportes La Serena        | Chile   | 1993      |
| Santos Laguna             | México  | 1993-1994 |
| Santiago Wanderers        | Chile   | 1998      |
| Selección de Chile        | Chile   | 2001      |
| Huachipato                | Chile   | 2009      |

#### Estadísticas con la selección de Chile[6]
| Torneo                           | Año   | PJ | PG | PE | PP | GF | GC | DF | Pts | Resultado        | Rendimiento |
| -------------------------------- | ----- | -- | -- | -- | -- | -- | -- | -- | --- | ---------------- | ----------- |
| Amistosos                        | 2001  | 3  | 1  | 0  | 2  | 3  | 5  | -2 | 3   | -                | 33.33%      |
| Clasificatorias Corea-Japón 2002 | 2001  | 5  | 0  | 1  | 4  | 3  | 9  | -6 | 1   | Eliminado        | 2.22%       |
| Copa América 2001                | 2001  | 4  | 2  | 0  | 2  | 5  | 5  | 0  | 6   | Cuartos de final | 50%         |
| Total                            | Total | 12 | 3  | 1  | 8  | 11 | 19 | -8 | 10  | -                | 25.93%      |

| 1  | 21 de marzo de 2001     | San Pedro Sula | Honduras  | 1:3 (1:2) | Amistoso                                               | Sebastián González 32'                                                   |
| 2  | 27 de marzo de 2001     | Lima           | Perú      | 1:3 (0:0) | Clasificatorias para la Copa Mundial de Fútbol de 2002 | Reinaldo Navia 62'                                                       |
| 3  | 11 de abril de 2001     | Monterrey      | México    | 0:1 (0:0) | Amistoso                                               |                                                                          |
| 4  | 24 de abril de 2001     | Santiago       | Uruguay   | 0:1 (0:1) | Clasificatorias para la Copa Mundial de Fútbol de 2002 |                                                                          |
| 5  | 2 de junio de 2001      | Asunción       | Paraguay  | 0:1 (0:0) | Clasificatorias para la Copa Mundial de Fútbol de 2002 |                                                                          |
| 6  | 11 de julio de 2001     | Barranquilla   | Ecuador   | 4:1 (1:0) | Copa América 2001                                      | Reinaldo Navia 30'; Cristián Montecinos 73', 90+1'; Marcelo Corrales 85' |
| 7  | 14 de julio de 2001     | Barranquilla   | Venezuela | 1:0 (1:0) | Copa América 2001                                      | Cristián Montecinos 78'                                                  |
| 8  | 17 de julio de 2001     | Barranquilla   | Colombia  | 0:2 (0:1) | Copa América 2001                                      |                                                                          |
| 9  | 22 de julio de 2001     | Pereira        | México    | 0:2 (0:1) | Copa América 2001                                      |                                                                          |
| 10 | 14 de agosto de 2001    | Santiago       | Bolivia   | 2:2 (1:1) | Clasificatorias para la Copa Mundial de Fútbol de 2002 | Marcelo Salas 36' (pen.), 76'                                            |
| 11 | 1 de septiembre de 2001 | Santiago       | Francia   | 2:1 (1:0) | Amistoso                                               | Pablo Galdames 4'; Reinaldo Navia 51'                                    |
| 12 | 4 de septiembre de 2001 | Santiago       | Venezuela | 0:2 (0:0) | Clasificatorias para la Copa Mundial de Fútbol de 2002 |                                                                          |

## Palmarés

### Como jugador

#### Campeonatos nacionales
| Título           | Club      | País  | Año  |
| ---------------- | --------- | ----- | ---- |
| Primera División | Colo-Colo | Chile | 1972 |

### Como entrenador

#### Campeonatos nacionales
| Título           | Club      | País  | Año  |
| ---------------- | --------- | ----- | ---- |
| Copa Chile       | Colo-Colo | Chile | 1981 |
| Primera División | Colo-Colo | Chile | 1981 |
| Copa Chile       | Colo-Colo | Chile | 1982 |
| Primera División | Colo-Colo | Chile | 1983 |
| Copa Chile       | Colo-Colo | Chile | 1985 |

#### Campeonatos internacionales
| Título        | Club      | País   | Año  |
| ------------- | --------- | ------ | ---- |
| Copa Naciones | Monterrey | México | 1991 |